# Force athlétique aux Jeux mondiaux de 2009
Navigation
Kaohsiung 2005 Cali 2013
Les épreuves de force athlétique des Jeux mondiaux de 2009 ont lieu du 25 juillet au 26 juillet 2009 au National Sun Yat-sen University à Kaohsiung (Taïwan).

## Podiums

### Hommes
| Épreuves | Or                             | Argent                   | Bronze                    |
| -------- | ------------------------------ | ------------------------ | ------------------------- |
| −67.5 kg | Taipei chinois Hsieh Tsungting | Ukraine Arkadiy Shalokha | France Hassan El Belghiti |
| −82.5 kg | Pologne Jarosław Olech         | Ukraine Andriy Naniev    | Pologne Jan Wegiera       |
| −100 kg  | Ukraine Sergiy Pevnev          | Pologne Jacek Wiak       | Luxembourg Anibal Coimbra |
| +100 kg  | États-Unis Michael Tuchscherer | Ukraine Oleksandr Shepel | Ukraine Valeriy Karpov    |

### Femmes
| Épreuves | Or                             | Argent                       | Bronze                     |
| -------- | ------------------------------ | ---------------------------- | -------------------------- |
| −52 kg   | Taipei chinois Chen Wei-ling   | Japon Yukako Fukushima       | Indonésie Sri Hartani      |
| −60 kg   | Indonésie Noviana Sari         | Ukraine Tetyana Prymenchuk   | Ukraine Zhanna Ivanova     |
| −75 kg   | Ukraine Larysa Soloviova       | Italie Antonietta Orsini     | États-Unis Priscilla Ribic |
| +75 kg   | Ukraine Iryna Yavorska-Karpova | États-Unis Jessica O'Donnell | Taipei chinois Chang Yawen |

## Tableau des médailles
| Rang | Nation | Or | Argent | Bronze | Total |
| ---- | ------ | -- | ------ | ------ | ----- |